# Подвижная спутниковая служба
Подвижная спутниковая служба (mobile satellite service) - спутниковая служба, обеспечивающая радиосвязь между подвижными земными станциями и одной или несколькими космическими станциями; или между космическими станциями, используемыми этой службой; или между подвижными земными станциями посредством одной или нескольких космических станций.
Обычные стационарные наземные станции обеспечивают устойчивую связь при рабочих углах радиовидимости даже 50, а надежную связь для подвижных абонентов можно гарантировать лишь при значительно более высоких значениях. Большие углы радиовидимости КА позволяют снизить энергетический запас радиолинии, предназначенный для компенсации потерь, которые обуславливаются замиранием при распространении радиоволн в ближней зоне со сложным рельефом местности.
Регламентом радиосвязи для систем ПСС выделены диапазоны частот до 1 ГГц, а также полосы частот в диапазонах L (1,5/1,6 ГГц) и S (1,9/2,2 и 2,4/ 2,5 ГГц). В перспективе разработчики систем ПСС намерены использовать более высокочастотные диапазоны Ka (20/30 ГГц) и EHF (40-50 ГГц).

## История
Системы ПСС появились около 30 лет назад (первая глобальная система мобильной радиотелефонной связи и геостационарный КА Marisat разработаны компанией Comsat в середине 70-х гг.), т. е. значительно позднее, чем системы ФСС. Причиной тому были низкая энерговооруженность подвижных объектов и более сложные условия их эксплуатации (влияние рельефа местности, ограничения по размерам антенн и др.).
Первоначально мобильные наземные станции разрабатывались как системы специального назначения (морские, воздушные, автомобильные и железнодорожные) и были ориентированы на ограниченное число пользователей. Мобильные ССС первого поколения строились с использованием геостационарных КА с прямыми (прозрачными) ретрансляторами и имели низкую пропускную способность. Для передачи информации применялись аналоговые методы модуляции.
Подсистемы ПСС создавались в основном для сетей, имеющих радиальную или радиально-узловую структуру с большими центральной и базовыми станциями, которые обеспечивали работу с подвижными наземными станциями. Потоки в сетях с предоставлением каналов по требованию были невелики, поэтому в них применялись преимущественно одно- или малоканальные наземные станции. Обычно такие сети предназначались для создания ведомственных и корпоративных сетей связи с удаленными и подвижными объектами (судами, самолетами, автомобилями и т. д.), для организации связи в государственных структурах, в районах бедствия и при чрезвычайных ситуациях.
Качественный скачок в развитии ПСС произошёл не только в связи с внедрением цифровых методов передачи речи и данных (как это принято обычно считать), но и благодаря появлению первых проектов спутниковых систем на базе КА на негеостационарных орбитах (низких круговых и средневысотных). Орбиты таких спутников близки к поверхности Земли, что даёт возможность использовать вместо традиционных наземных станций дешевые малогабаритные терминалы и небольшие антенны. Применение низко- и среднеорбитальных группировок не только позволяет решить проблему перегруженности геостационарных орбит, но и существенно расширяет сферу телекоммуникационных услуг спутниковых сетей, обеспечивая пользователей глобальной персональной связью с помощью терминала "телефонная трубка".
Сейчас в мире насчитывается более 30 национальных и международных (региональных и глобальных) проектов, использующих КА на низких орбитах. Наиболее известны Globalstar, Iridium, Orbcomm (США), а также российские "Гонец" и "Сигнал".
В настоящее время сохраняется деление систем ПСС по видам передаваемой информации на сети радиотелефонной связи (Inmarsat-A, -B и -M, AMSC, MSAT, Optus, AceS) и системы передачи данных (Inmarsat-C, Omnitracs, Euteltracs, Prodat).
Изо всех систем ПСС наиболее мощная орбитальная группировка принадлежит международной системе Inmarsat, которая охватывает четыре региона - Атлантический восточный (AOR-E), Атлантический западный (AOR-W), Индийский (IOR) и Тихоокеанский (POR). Каждый из них обслуживается одним действующим КА и имеет по 1-2 резервных спутника. Сеть Inmarsat обеспечивает покрытие практически всей поверхности Земли, за исключением приполярных районов.

## Рынок ПСС
По состоянию на 2006 год в мире работает 9 систем подвижной спутниковой службы (ПСС), которые обслуживают около 1 млн абонентов. Доходы, полученные от предоставления услуг в 2006 году, составили 1,7 млрд долларов.

## Перспективы
Международный союз электросвязи (МСЭ) определяет перспективы ПСС как спутниковый сегмент систем подвижной службы третьего поколения IMT-2000. Спутниковые сети могут обеспечивать покрытие таких зон обслуживания, где развитие наземной сети экономически неэффективно, в частности в удаленных и сельских районах, и создавать для неё горячий резерв. Стратегия развития ПСС основана на создании так называемой Дополнительной наземной составляющей (в США - Ancillary Terrestrial component (ATC) и в Европе - Complementary Ground Component (CGC)) - это часть ПСС, включающая в себя наземные станции, имеющие фиксированное положение и используемые для улучшения доступности услуг сетей ПСС в зонах обслуживания, где спутниковые станции не могут обеспечивать требуемое качество. Абонентские устройства в зоне покрытия базовых станций будут работать с наземной сетью, а при выходе из неё переключаться на работу со спутником, используя одну и ту же полосу частот, распределенную для ПСС. При этом системы ПСС должны сохранять свою функциональность и предоставлять требуемые услуги независимо от ATC. Также предполагается, что спутниковый компонент IMT-2000 будет обеспечивать фидерные линии, опорные сети и "горячий" резерв на случай аварии или перегрузки наземной сети.